# Długomiłowice
Długomiłowice, německy Langlieben, je dvojjazyčná (polsko-německá) vesnice ve gmině Reńska Wieś v polském Opolském vojvodství.
V roce 2021 zde trvale žilo 1 260 obyvatel. V Długomiłowicích se nachází kostel svaté Maří Magdalény, park založený v 2. polovině 18. století, bývalá železniční stanice, kaple, fara, hřbitov, škola aj. Vesnicí protéká potok Lineta (přítok řeky Odry). K vesnici také patří osady Pierzchowice a Żabnik.

## Název
Název vesnice je patronymum. Lze jej odvodit od staroslovanského/staropolského/staročeského mužského jména Długomił/Dlouhomil.

## Historie
První písemné zmínky o vesnici Długomiłowice pocházejí z let 1217 a 1376. V roce 1760 zde měl velitelství rakouský maršál Gideon Ernst von Laudon. V červnu 1762 zde tábořila pruská armáda pod vedením generála Paula van Wernera. Během 2. světové války byla obec vážně poškozena boji mezi Rudou armádou a Wehrmachtem.[nenalezeno v uvedeném zdroji]

## Galerie

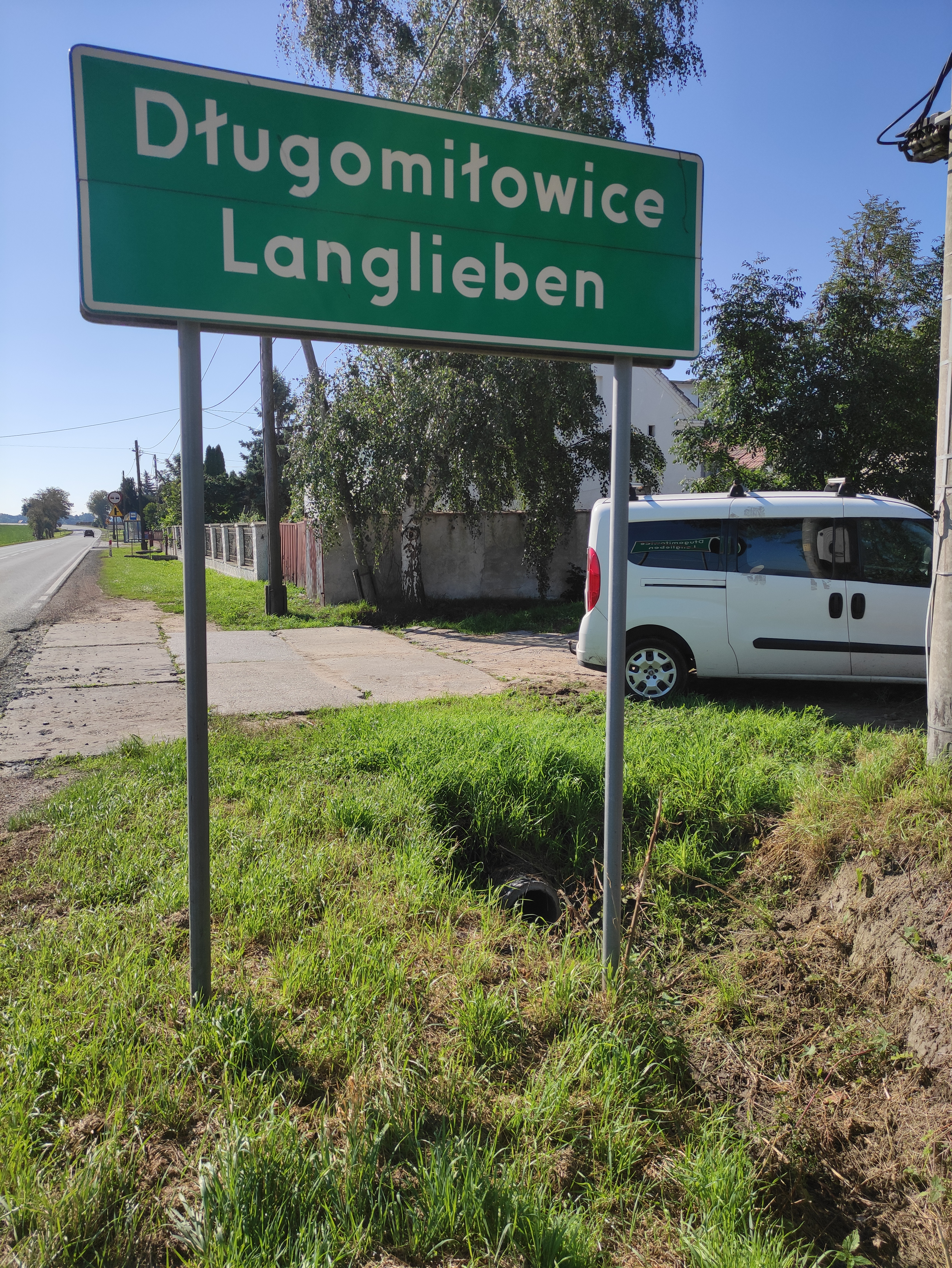
Polské a německé nápisy
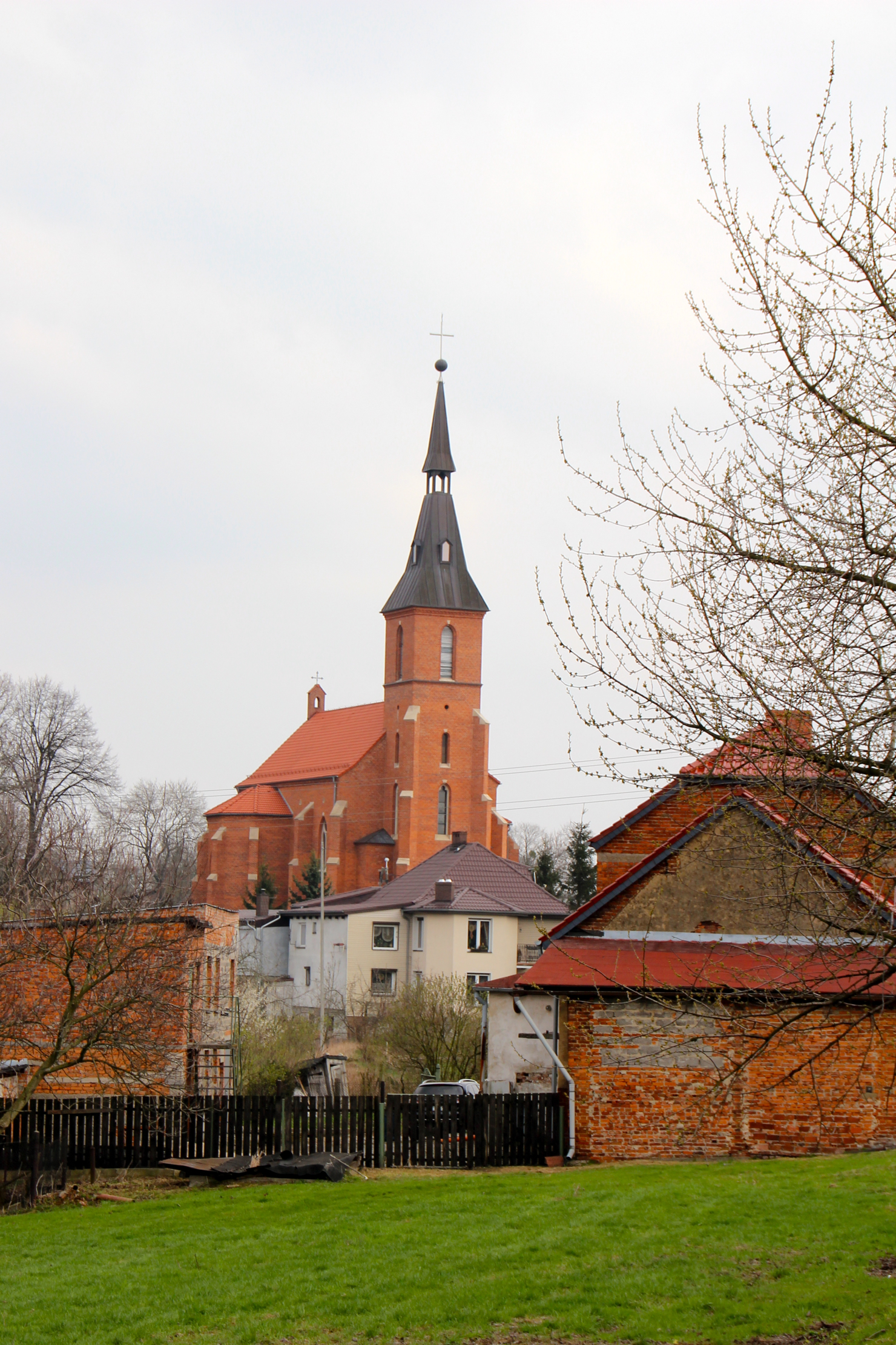
Kostel
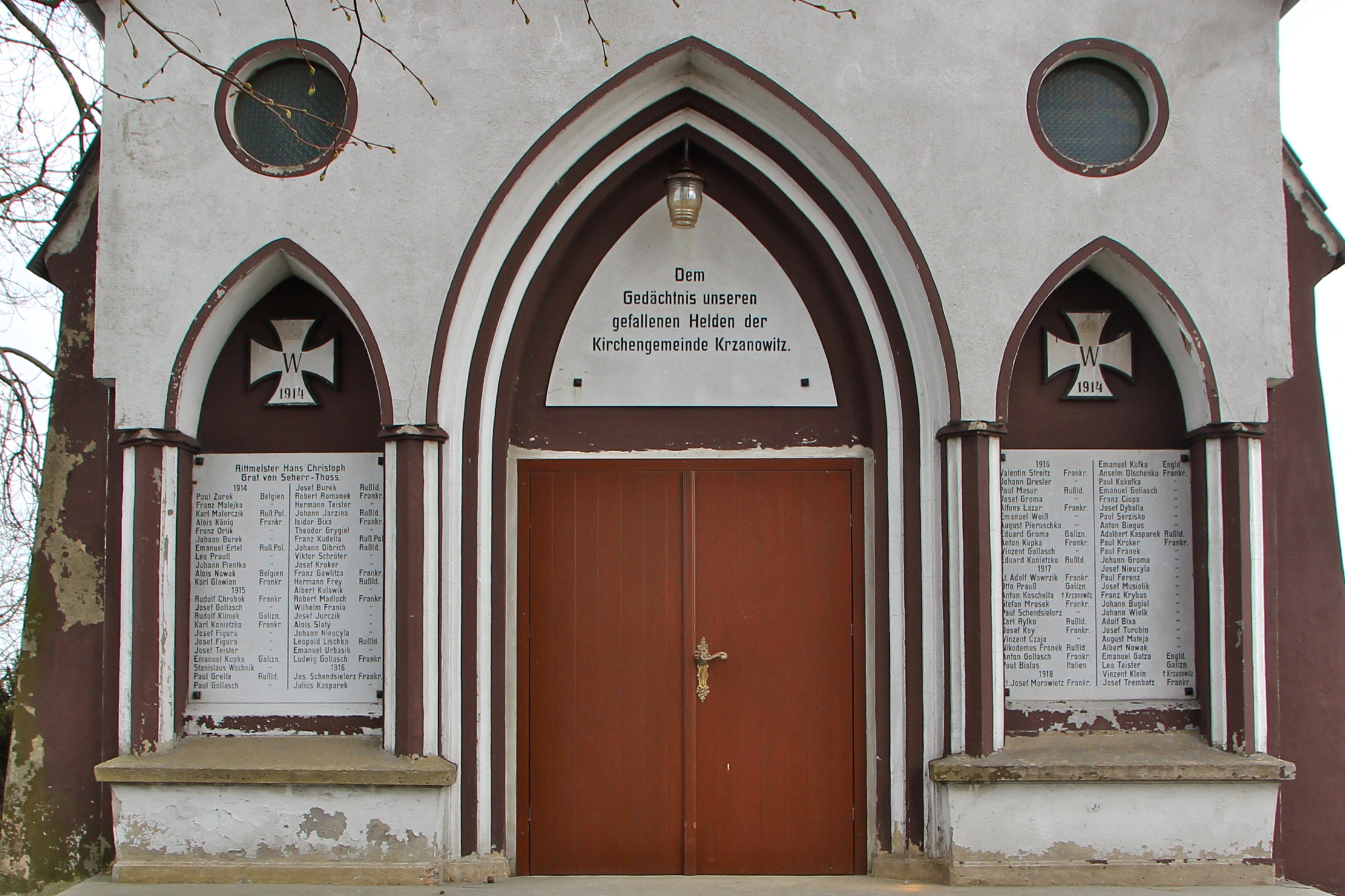
Hřbitovní kaple (2012)